# NGC 7550
NGC 7550 est une galaxie lenticulaire située dans la constellation de Pégase. Sa vitesse par rapport au fond diffus cosmologique est de 4 598 ± 29 km/s, ce qui correspond à une distance de Hubble de 67,8 ± 4,8 Mpc (∼221 millions d'al). NGC 7550 a été découverte par l'astronome germano-britannique William Herschel en 1784.

## Description
NGC 7550 forme un triplet de galaxies en interaction gravitationnelle avec ses voisines NGC 7547 et NGC 7549, triplet qui figure dans l'atlas des galaxies particulières d'Halton Arp sous la désignation Arp 99. Selon le professeur Seligman, NGC 7547 ne ferait pas partie de l'atlas Arp et serait confondue avec NGC 7549, mais elle fait sans doute partie du triplet de NGC 7550, la galaxie la plus brillant des trois. La distance de ces trois galaxies est à peu près la même. Les deux autres galaxies sont NGC 7547 et NGC 7549,. Les distances de Hubble de ces trois galaxies sont à peu près les mêmes et elles sont respectivement égales à 65,0 ± 4,6 Mpc (∼212 millions d'al), 67,8 ± 4,8 Mpc (∼221 millions d'al) et 64,5 ± 4,5 Mpc (∼210 millions d'al).
Selon la base de données Simbad, NGC 7550 est une galaxie LINER, c'est-à-dire une galaxie dont le noyau présente un spectre d'émission caractérisé par de larges raies d'atomes faiblement ionisés.
À ce jour, une seule mesure non basée sur le décalage vers le rouge (redshift) donne une distance d'environ 62,900 Mpc (∼205 millions d'al), ce qui est tout juste à l'extérieur des valeurs de la distance de Hubble.

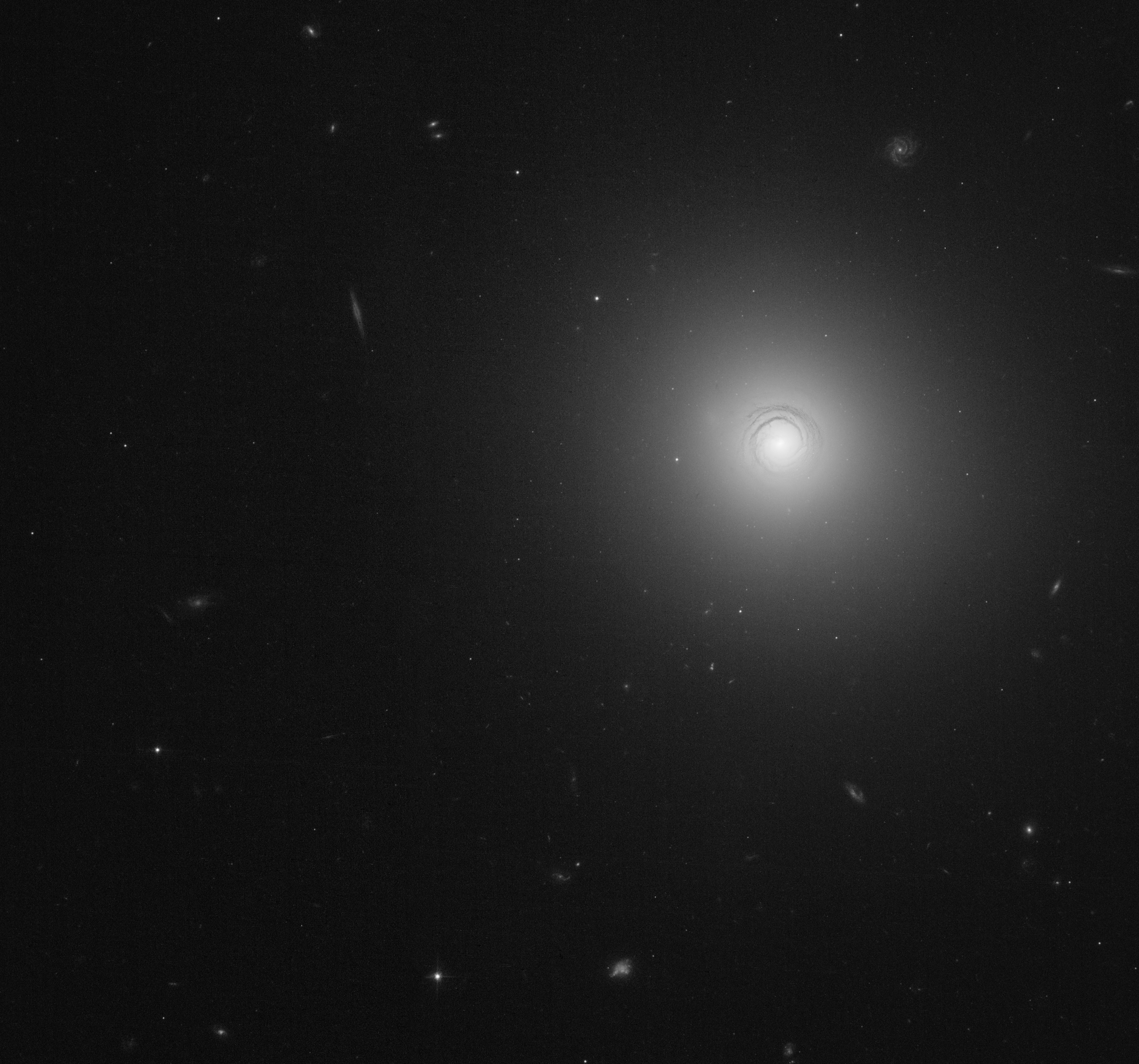
NGC 7550 captée par le télescope spatial Hubble. À noter la présence d'un disque de poussière en forme de spirale au centre de la galaxie.

## Groupe de NGC 7550
NGC 7550 fait partie d'un triplet de galaxies, le groupe de NGC 7550, la galaxie la plus brillant des trois. La distance de ces trois galaxies est à peu près la même. Ces trois galaxies sont NGC 7547, NGC 75 et NGC 7549,, dont les distances de Hubble sont respectivement égales à 65,0 ± 4,6 Mpc (∼212 millions d'al), 67,8 ± 4,8 Mpc (∼221 millions d'al) et 64,5 ± 4,5 Mpc (∼210 millions d'al).
Selon le professeur Seligman, c'est NGC 7547 qui fait partie de l'atlas Arp et elle serait confondue  avec NGC 7549 en de nombreuses sources.
Le groupe de NGC 7550 est aussi désigné par la base de données NASA/IPAC comme WBL 700, du nom des auteurs ayant publié un article en 1999. Malheureusement, les désignations des galaxies ne sont pas indiquées dans cet article, mais il s'agit sans doute de NGC 7553 dont la distance de Hubble égale à 70,95 ± 5,03 Mpc (∼231 millions d'al) est comparable à celle des galaxies du triplet. NGC 7558, membre du groupe compact de Hickson 93, est une galaxie relativement éloignée à 124,54 ± 8,75 Mpc (∼406 millions d'al).

## Groupe compact de Hickson 93
NGC 7550 est membre du groupe compact de Hickson HCG 93. Ce groupe de galaxies compte au total cinq galaxies soit HGC 93A (NGC 7550), HGC 93B (NGC 7549), HGC 93C (NGC 7547),.HGC 93D (NGC 7553) et HGC 93E (NGC 7558).

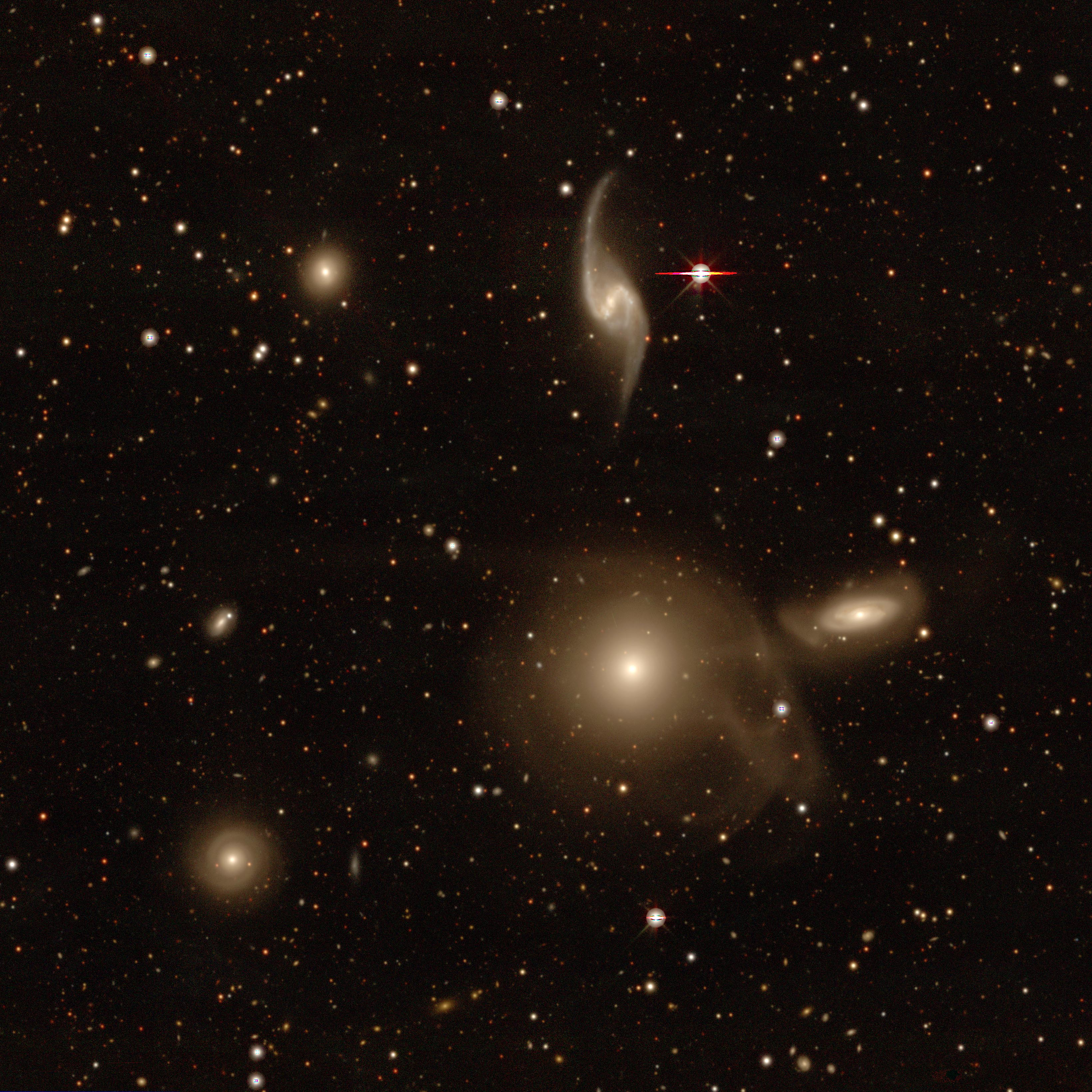
Le groupe compact de Hickson 93 par le projet « Legacy Surveys DR10 »[13].
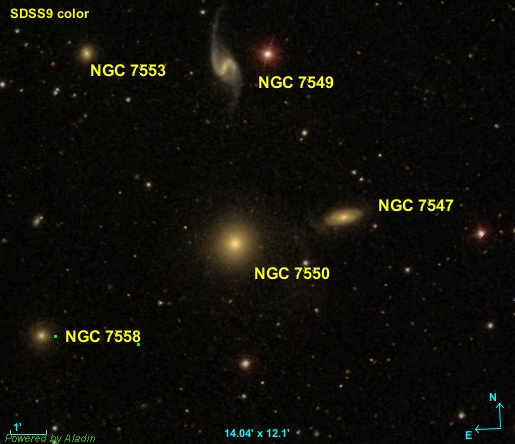
Les cinq galaxies membres du groupe compact de Hickson 93.